# Barchhen
Barchhen (en népalais : बर्छेन) est un comité de développement villageois du Népal situé dans le district de Doti. Au recensement de 2011, il comptait 5 743 habitants.